# John D. McCrate
John Dennis McCrate (* 1. Oktober 1802 in Wiscasset, Lincoln County, Massachusetts; † 11. September 1879 in Sutton, Massachusetts) war ein US-amerikanischer Politiker. Zwischen 1845 und 1847 vertrat er den Bundesstaat Maine im US-Repräsentantenhaus.

## Werdegang
John McCrate wurde 1802 in Wiscasset geboren, das damals noch zu Massachusetts gehörte und seit 1820 Teil des damals geschaffenen Staates Maine ist. Er besuchte bis 1819 das Bowdoin College in Brunswick. Nach einem anschließenden Jurastudium und seiner im Jahr 1823 erfolgten Zulassung als Rechtsanwalt begann er in Damariscotta in seinem neuen Beruf zu praktizieren. Seit 1835 war er in Wiscasset ansässig. Gleichzeitig begann McCrate als Mitglied der Demokratischen Partei eine politische Laufbahn. Zwischen 1831 und 1835 war er Abgeordneter im Repräsentantenhaus von Maine; von 1836 bis 1841 arbeitete er für die Zollbehörde.
Bei den Kongresswahlen des Jahres 1844 wurde er im vierten Wahlbezirk von Maine in das US-Repräsentantenhaus in Washington, D.C. gewählt, wo er am 4. März 1845 die Nachfolge von Freeman H. Morse antrat. Bis zum 3. März 1847 absolvierte er nur eine Legislaturperiode im Kongress. Diese war von den Ereignissen des Mexikanisch-Amerikanischen Krieges bestimmt, der durch den Beitritt der seit 1836 selbständigen Republik Texas zur Union ausgelöst wurde.
Nach seiner Zeit im Repräsentantenhaus arbeitete John McCrate zunächst wieder als Anwalt in Wiscasset. Bald darauf zog er nach Boston, wo er bis 1852 weiterhin als Anwalt praktizierte. Danach ließ er sich in Sutton nieder und widmete sich dort der Landwirtschaft. In dieser Stadt ist John McCrate am 11. September 1879 auch verstorben.